# TSMC
Die Taiwan Semiconductor Manufacturing Company Limited (chinesisch 台灣積體電路製造股份有限公司, Pinyin Táiwān Jītǐ Diànlù Zhìzào Gǔfèn Yǒuxiàn Gōngsī), kurz TSMC (台積電,  Táijī Diàn), ist der weltweit größte unabhängige Auftragsfertiger für Halbleiterprodukte (Foundry). Der Hauptsitz und die wichtigsten Unternehmensteile befinden sich in Hsinchu, Taiwan.

## Geschichte
Die Gründung erfolgte 1987 mit Unterstützung des staatlichen Forschungsinstituts für Industrietechnologie (ITRI).
Von 2009 bis 2015 produzierte die Tochterfirma TSMC Solar CIGS-PV-Module. Hauptsitz war in Taichung, Taiwan; regionale Büros gab es in Hamburg und San José, Kalifornien.
Ende der 2010er Jahre erkannten die Regierungen anderer Länder die geopolitische Bedeutung der Halbleiterindustrie und begannen einen Wettlauf um die Ansiedlung von Chip-Herstellern. Um 2019 begann die Regierung der USA unter Donald Trump, TSMC zu umwerben, um eine moderne Fertigungsstätte in den USA zu errichten. 2020 wurde bekannt, dass TSMC zugestimmt hatte, ein Werk in Arizona zu eröffnen; die Chips sollen in Smartphones, 5G-Basisstationen und F-35-Kampfjets eingesetzt werden. In Arizona zeigte sich allerdings, dass es aufgrund der Arbeitsrechte und der Anforderungen an die Mitarbeiter schwierig ist, das taiwanische Modell in den USA zu kopieren. Morris Chang, der Gründer und langjährige Vorstandsvorsitzende von TSMC hatte gesagt, dass das Projekt eine »teure, verschwenderische und sinnlose Übung« sei.

## Geschäftsmodell

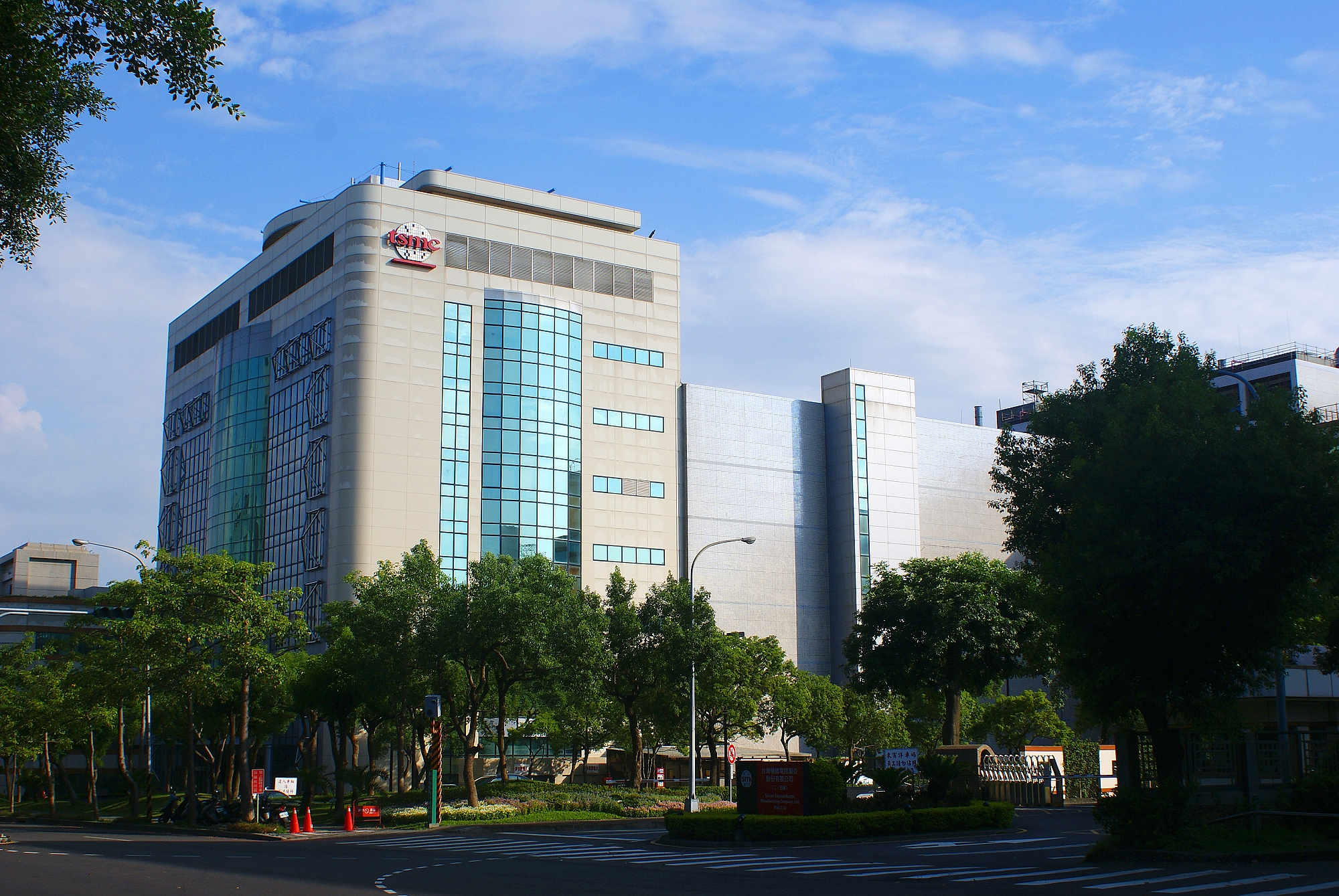
Das TSMC-Fab-5-Gebäude im Hsinchu-Wissenschaftspark, Taiwan

Das Geschäftsmodell ist darauf ausgerichtet, für Fabless-Unternehmen wie z. B. AMD, Apple, Qualcomm, Nvidia, Conexant, Marvell, VIA oder Broadcom die Produktion von Halbleiterchips zu übernehmen.
Die Arbeitsbedingungen sowie die rechtliche Absicherung der Mitarbeiter sind in Taiwan deutlich schlechter als in den USA und anderen westlichen Ländern, dadurch kann TSMC billiger produzieren als in jenen Staaten. Mitarbeiter berichten, dass der Schlüssel zum Erfolg des Unternehmens ein strenges, militärisch anmutendes Arbeitsregime ist. Die Ingenieure arbeiten zwölf Stunden täglich und manchmal auch an den Wochenenden. Taiwanische Kommentatoren scherzen, dass das Unternehmen von Ingenieuren mit »Sklavenmentalität« lebt, die »ihre Leber verkaufen«.
Das Unternehmen ist seit den 1990er Jahren sehr schnell gewachsen – in den letzten 20 Jahren lag das durchschnittliche Wachstum pro Jahr bei 21,5 % – und seit längerem Marktführer in seinem Bereich. 2022 erwirtschaftete TSMC einen Jahresumsatz von 75,9 Milliarden US-Dollar und einen Gewinn von 34,1 Milliarden US-Dollar und überholte damit Intel und Samsung.
Die Aktien von TSMC mit der ISIN TW0002330008 werden an der Taiwan Stock Exchange gehandelt. An der New York Stock Exchange können ADRs mit der ISIN US8740391003 erworben und veräußert werden. Der Vorsitzende des Unternehmens war über viele Jahrzehnte Morris Chang, der auch bis 2005 CEO war. Von 2005 bis 2009 war Rick Tsai CEO, der dann wiederum von Morris Chang abgelöst wurde. Chang blieb bis zum Sommer 2018 aktiv, seither dient Mark Liu als Vorsitzender und C. C. Wei als CEO und Vizevorsitzender.
Der Umsatz stieg seit der Gründung stetig an. Von 12 Milliarden TWD im Jahr 1993 über 66 Milliarden TWD im Jahr 2000, 420 Milliarden TWD 2010 und 1339 Milliarden TWD 2020 wurde im Jahr 2023 ein Umsatz von 2162 Milliarden TWD erzielt.
Am 9. August 2023 betrug die Marktkapitalisierung 488,03 Mrd. US-Dollar.

## Werke
Quelle: TSMC
| Bezeichnung        | Standort                  | Koordinaten                      | Kategorie         | Kapazität pro Monat | Bemerkung |
| ------------------ | ------------------------- | -------------------------------- | ----------------- | ------------------- | --- |
| Fab 12A            | Hsinchu                   | 24° 46′ 25″ N, 121° 0′ 47″ O     | 300-mm-Wafer-Werk | –                   | Phase 1, 2, 4–7 in Betrieb, Phase 8 (RDP1) in Bau und Phase 9 (RDP2) geplant – zugleich Firmensitz |
| Fab 12B            | Hsinchu                   | 24° 46′ 37″ N, 120° 59′ 35″ O    | 300-mm-Wafer-Werk | –                   | TSMC R&D Center, Phase 3 in Betrieb |
| Fab 14             | Shanhua (Tainan)          | 23° 6′ 46″ N, 120° 16′ 27″ O     | 300-mm-Wafer-Werk | –                   | Phase 1–8 in Betrieb |
| Fab 15             | Taichung                  | 24° 12′ 41″ N, 120° 37′ 2″ O     | 300-mm-Wafer-Werk | –                   | Phase 1–7 in Betrieb |
| Fab 16             | Nanjing (CN-JS-01), China | 31° 58′ 33″ N, 118° 31′ 59″ O    | 300-mm-Wafer-Werk | –                   | TSMC Nanjing Company Limited |
| Fab 18             | Shanhua (Tainan)          | 23° 7′ 5″ N, 120° 15′ 45″ O      | 300-mm-Wafer-Werk | –                   | Phase 1–8 in Betrieb |
| Fab 20             | Hsinchu                   | 24° 45′ 51″ N, 121° 0′ 10″ O     | 300-mm-Wafer-Werk | –                   | geplant in 4 Phasen, Phase 1 in Ausrüstung, Eröffnung geplant für Ende 2025; Phase 2 in Bau |
| Fab 21             | Phoenix (US-AZ), USA      | 33° 46′ 30″ N, 112° 9′ 30″ W     | 300-mm-Wafer-Werk | –                   | Phase 1 in Betrieb; Phase 2 in Ausrüstung, Eröffnung geplant für 2026; Phase 3 in Bau, Baurecht für 6 Phasen erteilt |
| Fab 22             | Kaohsiung                 | 22° 42′ 35″ N, 120° 18′ 44″ O    | 300-mm-Wafer-Werk | –                   | vorerst 2 Phasen geplant; Phase 1 in Ausrüstung, Phase 2 in Bau |
| JASM (Fab 23)      | Kumamoto, Japan           | 32° 53′ 8″ N, 130° 50′ 33″ O     | 300-mm-Wafer-Werk | –                   | Japan Advanced Semiconductor Manufacturing, Inc. (JASM) – Gemeinschaftsunternehmen von TSMC (86,5 %), SSSC (6,0 %) und Denso (5,5 %) und Toyota (2,0 %) – Phase 1 in Betrieb. Baubeginn der Phase 2 soll 2025 sein, die Fertigstellung ist für 2027 geplant. |
| ESMC               | Dresden, Deutschland      | 51° 7′ 55″ N, 13° 44′ 42″ O      | 300-mm-Wafer-Werk | –                   | European Semiconductor Manufacturing Company – Gemeinschaftsunternehmen von TSMC (70 %), Bosch (10 %), Infineon (10 %) und NXP (10 %) – In Bau; Eröffnung geplant für 2027                                                                                   |
| Fab 25             | Taichung                  | 24° 12′ 57″ N, 120° 36′ 32″ O    | 300-mm-Wafer-Werk | –                   | Phase 1–4 geplant, Baubeginn soll 2025 sein |
| Fab 3              | Hsinchu                   | 24° 46′ 31″ N, 120° 59′ 28″ O    | 200-mm-Wafer-Werk | –                   | |
| Fab 5              | Hsinchu                   | 24° 46′ 25″ N, 120° 59′ 55″ O    | 200-mm-Wafer-Werk | –                   | |
| Fab 6              | Shanhua (Tainan)          | 23° 6′ 36″ N, 120° 16′ 25″ O     | 200-mm-Wafer-Werk | –                   | Phase 1 & 2 in Betrieb |
| Fab 8              | Hsinchu                   | 24° 45′ 44″ N, 121° 1′ 11″ O     | 200-mm-Wafer-Werk | –                   | |
| Fab 10             | Songjiang (CN-SH), China  | 31° 2′ 8″ N, 121° 9′ 33″ O       | 200-mm-Wafer-Werk | –                   | TSMC China Company Limited |
| Fab 11             | Camas (US-WA), USA        | 45° 37′ 8″ N, 122° 27′ 20″ W     | 200-mm-Wafer-Werk | –                   | WaferTech L.L.C.; 100 % zu TSMC gehörend |
| SSMC               | Singapur                  | 1° 22′ 58″ N, 103° 56′ 6″ O      | 200-mm-Wafer-Werk | –                   | SSMC, 1998 als Joint-Venture von TSMC, Philips Semiconductors (jetzt NXP Semiconductors) und mit EDB Investments aus Singapur gegründet. TSMC erhöhte im November 2006 seine Anteile an SSMC auf 38,8 %, NXP auf 61,2 %.                                     |
| Fab 2              | Hsinchu                   | 24° 46′ 25″ N, 120° 59′ 55″ O    | 150-mm-Wafer-Werk | –                   | |
| Adv. Backend Fab 1 | Hsinchu                   | 24° 46′ 40″ N, 120° 59′ 29″ O    | Backend           | k. A.               | |
| Adv. Backend Fab 2 | Shanhua (Tainan)          | 23° 6′ 46″ N, 120° 16′ 27″ O     | Backend           | k. A.               | AP2B und AP2C in Betrieb |
| Adv. Backend Fab 3 | Longtan (Taoyuan)         | 24° 53′ 0,7″ N, 121° 11′ 11,3″ O | Backend           | k. A.               | |
| Adv. Backend Fab 5 | Taichung                  | 24° 12′ 53″ N, 120° 37′ 5″ O     | Backend           | k. A.               | |
| Adv. Backend Fab 6 | Zhunan                    | 24° 42′ 25″ N, 120° 54′ 26″ O    | Backend           | k. A.               | geplant in 3 Phasen, Phase A in Betrieb, B & C in Bau |
| Adv. Backend Fab 7 | Chiayi                    | 23° 28′ 23″ N, 120° 18′ 8″ O     | Backend           | k. A.               | in Bau |
| Adv. Backend Fab 8 | Tainan                    | 23° 5′ 58″ N, 120° 15′ 44″ O     | Backend           | k. A.               | Umbau einer von Innolux erworbenen Panel-Produktion |
| Adv. Backend Fab   | Phoenix (US-AZ), USA      | 33° 46′ 30″ N, 112° 9′ 30″ W     | Backend           | k. A.               | geplant in 2 Phasen am Standort der Fab 21 |

- Karte mit allen Koordinaten:
- OSM |
- WikiMap

## Technik
Stand der Technik war seit 2008 die Herstellung von Chips mit einer Strukturgröße von 40 Nanometern (im 40-nm-Prozess) durch die 193-nm-Immersionslithografie, gestrecktem Silizium und die Low-k-Dielektrikum-Halbleitertechnologie. Die ersten Produkte im 40-nm-Prozess waren unter anderem Alteras Hardcopy-ASICs, die RV740-GPU von AMD und die 40-nm-Stratix-IV-FPGA-Bausteinfamilie.
Im 3. Quartal 2010 hat man mit der Risikofertigung im 28-nm-Prozess begonnen, die Massenfertigung sollte im 4. Quartal 2010 beginnen.
2014 wurde von TSMC der Prozess 20SOC in die Massenfertigung gebracht. Mit diesem Prozess konnte TSMC erstmals Apple als Kunden für sich gewinnen, was sich schließlich zu einer engen Verzahnung von TSMCs Nodeentwicklung mit Apples Produktzyklus entwickelte.
Seit 2015 bieten TSMC auch Chips im 16-nm-FinFET-Verfahren an. Die ursprünglich erste Prozessgeneration 16FF wurde allerdings zugunsten von 16FF+ fallengelassen.
Im März 2017 startete man mit der 10-nm-FinFET-Fertigung für Apple.
Seit April 2018 läuft die 7-nm-FinFET-Produktion (N7), der Nachfolger (N7P) erschien ein Jahr später. Ebenfalls 2019 wurde die EUV-Lithografie in der Herstellung der 7-nm-FinFET-Variante N7+ eingeführt. Der N6 genannte Prozess gehört ebenfalls der 7-nm-Generation an.
N6 und alle neueren Prozesse benutzen die EUV-Lithografie in immer weiter zunehmenden Maße.
Im April 2020 lief die 5-nm-FinFET-Produktion (N5) in der neuen Fab 18 in Shanhua an. Deren Ausbau der ersten drei Phasen wurde Ende 2020 vollendet. Mitte 2021 startete der Bau einer weiteren Phase (P7). Die Produktion des Nachfolgeprozesses N5P startete im Mai 2021. Auch der für 2022 geplante Prozess N4 gehört der 5-nm-Generation an.
Im November 2020 genehmigte der Verwaltungsrat den Neubau der Fab 21 in Arizona, USA; das anfängliche Investitionsvolumen soll 3,5 Mrd. US-Dollar betragen, die Gesamtsumme 12 Mrd. US-Dollar. Die 5-nm-FinFET-Produktion soll dort 2024 starten. Am 1. Juni 2021 gab TSMC den Beginn der Bauarbeiten bekannt.
Der Produktionsstart des 3-nm-FinFET-Prozesses, in erster Version N3 genannt, erfolgte im 4. Quartal 2022 und die Fab 18 wurde dafür um drei weitere Phasen erweitert (P4-P6). Mitte 2021 wurde der Bau einer weiteren Phase angekündigt (P8). Im November 2022 wurde durch Morris Chang bestätigt, dass TSMC den Prozess auch für Fab 21 Phase 2 eingeplant habe.
Mit einem 2-nm-Prozess plant TSMC von FinFET auf Gate-all-around-FET (GaaFET) zu wechseln. Für die Realisierung soll in Hsinchu südwestlich des Standorts der Fab 12A ein Entwicklungszentrum sowie für die Produktion die neue Fab 20 in 4 Phasen entstehen.

## Nachhaltigkeit
TSMC gilt in der Halbleiterbranche schon lange als gutes Beispiel für Nachhaltigkeit. Er produziert energiesparende Chips und legt Wert auf Ressourcenschonung. Die TSMC-Aktien wurden daher in viele nachhaltige Emerging-Market-Fonds aufgenommen.

## Politische Relevanz
TSMC wird aufgrund der Marktposition und des Technologievorsprungs erhebliche geostrategische Relevanz zugesprochen. TSMC produziert (Stand 2023) mehr als die Hälfte aller Halbleiter (laut Angaben der US-Regierung mindestens 70 %) – bei den modernsten Varianten hat TSMC einen Weltmarktanteil von mehr als 90 Prozent. Diese starke Marktposition muss jedoch in Teilen relativiert werden, da der Erfolg auch durch nachfolgende Akteure der Wertschöpfungskette bedingt ist. Donald Trump bezeichnete TSMC Anfang 2024 als „wichtigstes Unternehmen der Welt“.

## Projekt ESMC in Dresden

Logo des europäischen Gemeinschaftsunternehmens ESMC in Dresden.

Im August 2023 kündigte TSMC den Bau einer Halbleiterfabrik in Dresden zusammen mit deutschen Industrie-Partnern an. Am Gemeinschaftsunternehmen sind die deutschen Unternehmen Bosch, Infineon und der niederländische Halbleiter-Hersteller NXP Semiconductors mit jeweils 10 Prozent Geschäftsanteil beteiligt. Die Investitionssumme liegt bei etwa 10 Mrd. €. Das Vorhaben wird mit ca. 5 Mrd. € aus dem Klima- und Transformationsfonds des Bundes gefördert. Der symbolische Spatenstich erfolgte im August 2024. Geplant ist ab Ende 2027 mit 2000 Mitarbeitern auf monatlich 40.000 Wafern mit 300 mm Durchmesser Chips mit Strukturbreiten von 22–28 und 12–16 nm herzustellen.
Analog zum Mutterkonzern soll das Joint Venture ESMC – European Semiconductor Manufacturing Company – heißen.